# Weserstein-Klasse
Die als Weserstein-Klasse bezeichnete Schiffsklasse ist eine Baureihe von sieben Frachtschiffen des Norddeutschen Lloyd (NDL). Die neuen Turbinenschiffe knüpften an den vor dem Zweiten Weltkrieg unterhaltenen Ostasien-Dienst der Reederei an und wurden alle 1964 in Schnellfrachter mit Dieselmotorantrieb umgebaut.

## Geschichte

### Bau
Nach der weitgehenden Lockerung der Schiffbaubeschränkungen des Potsdamer Abkommens baute der Norddeutsche Lloyd ab 1950 seine Frachtschiffsflotte erneut auf. Beginnend mit der Rheinstein-Klasse wuchs die NDL-Flotte wieder kontinuierlich. Etwa zwei Jahre darauf bestellte der Norddeutsche Lloyd sieben größere und schnelle Turbinenschiffe für den Dienst nach Fernost. Die ähnlich konzipierten aber in den Abmessungen etwas unterschiedlichen Frachtschiffe entstanden auf drei Werften. Am 31. März 1953 konnte die Reederei das erste Schiff, die Weserstein von der Werft übernehmen. Gut ein Jahr darauf, am 26. Juli 1954 war die Baureihe komplett.

### Einsatz beim NDL

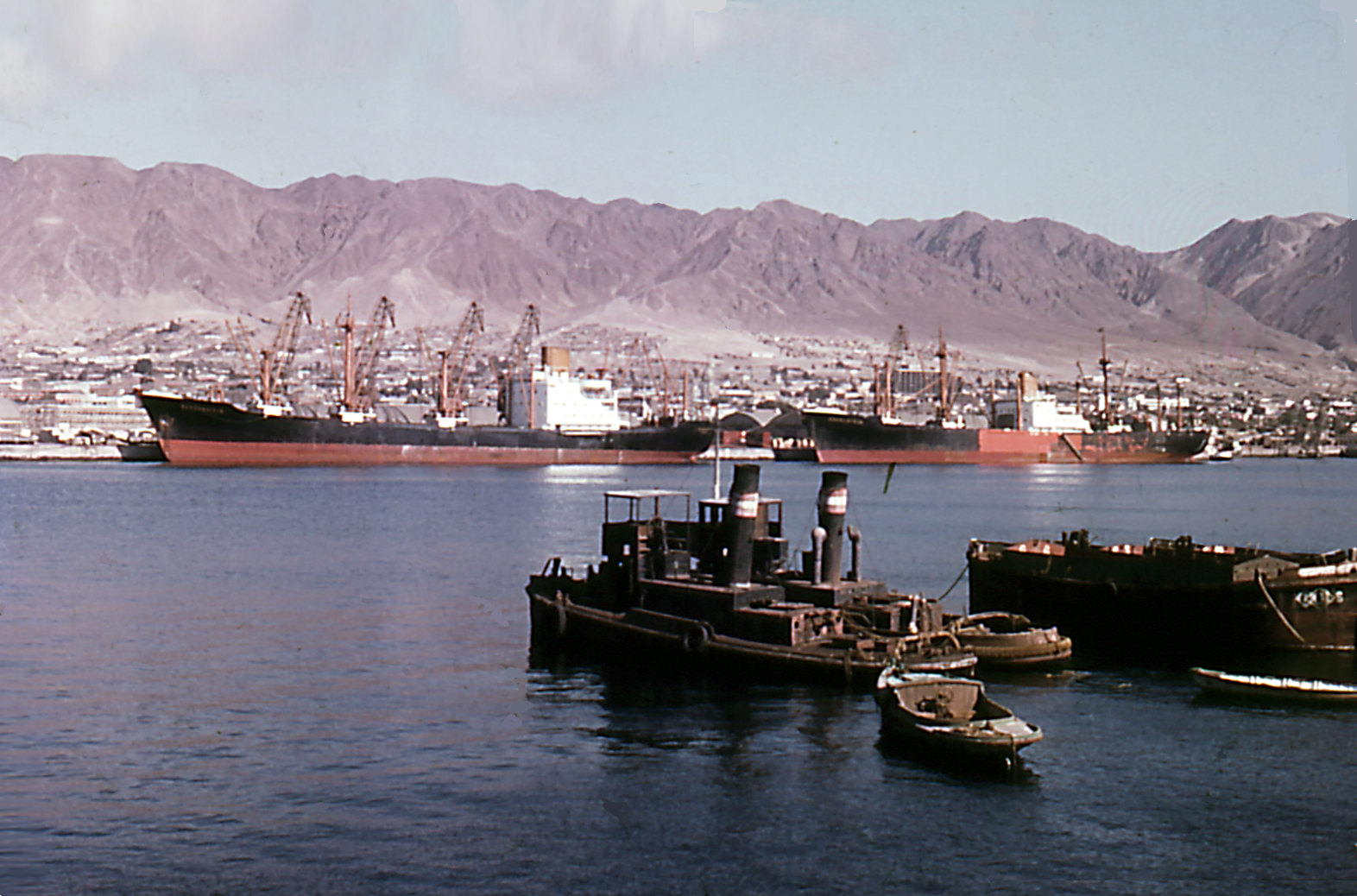
Rechts die Havelstein im Hafen von Antofagasta

Wie geplant, wurde das Schiffsseptett auf der längsten Route des Lloyd, dem Ostasien-Dienst eingesetzt, parallel dazu kamen die Schwesterschiffe der Braunschweig-Klasse der HAPAG im gemeinsam betriebenen Dienst zum Einsatz. Später setzten beide Reedereien diese Schiffe auch regelmäßig im Südamerika-Westküste (SAWK) und Nordpazifik Frachtschnelldienst ein. Zu Anfang waren die ersten vier Schiffe bei der Roland-Linie Schiffahrtsgesellschaft, die letzten drei bei der Orlanda Reederei eingetragen und wurden 1959 alle direkt in den NDL eingegliedert. Die Roland-Linie und die Orlanda Reederei hatte der Lloyd wieder aufleben lassen, um in den Nachkriegsjahren einer Beschlagnahme aufgrund etwaiger Altschulden aus dem Weg zu gehen. Da die Erhöhung der Geschwindigkeit auf den langen Routen des Ostasiendienstes das einzige Mittel war, um die langen Liegezeiten der Schiffe in Asien aufzufangen, folgte der Lloyd dieser Entwicklung und ließ die Baureihe 1964 auf leistungsstärkere Dieselmotoren umbauen. Die Schiffe gingen 1970 bei der Fusion des NDL mit der HAPAG in das gemeinsame Eigentum der neuen Hapag-Lloyd über und waren dort bis 1973 in deren Dienst eingegliedert.

### Spätere Karriere
In den Jahren 1973/74 veräußerte Hapag-Lloyd sechs der Schiffe an mehrere Reedereien, von denen allein die Ocean Tramping Company in Mogadischu vier übernahm. Einzig die Moselstein verblieb nach ihrem Verkauf an die Hapag Lloyd International in Panama noch bis 1977 für das Unternehmen in Fahrt. Alle Schiffe wurden von da an nicht mehr weiterverkauft, blieben weitere Jahre in Fahrt und wurden dann zwischen 1982 und 1985 verschrottet.

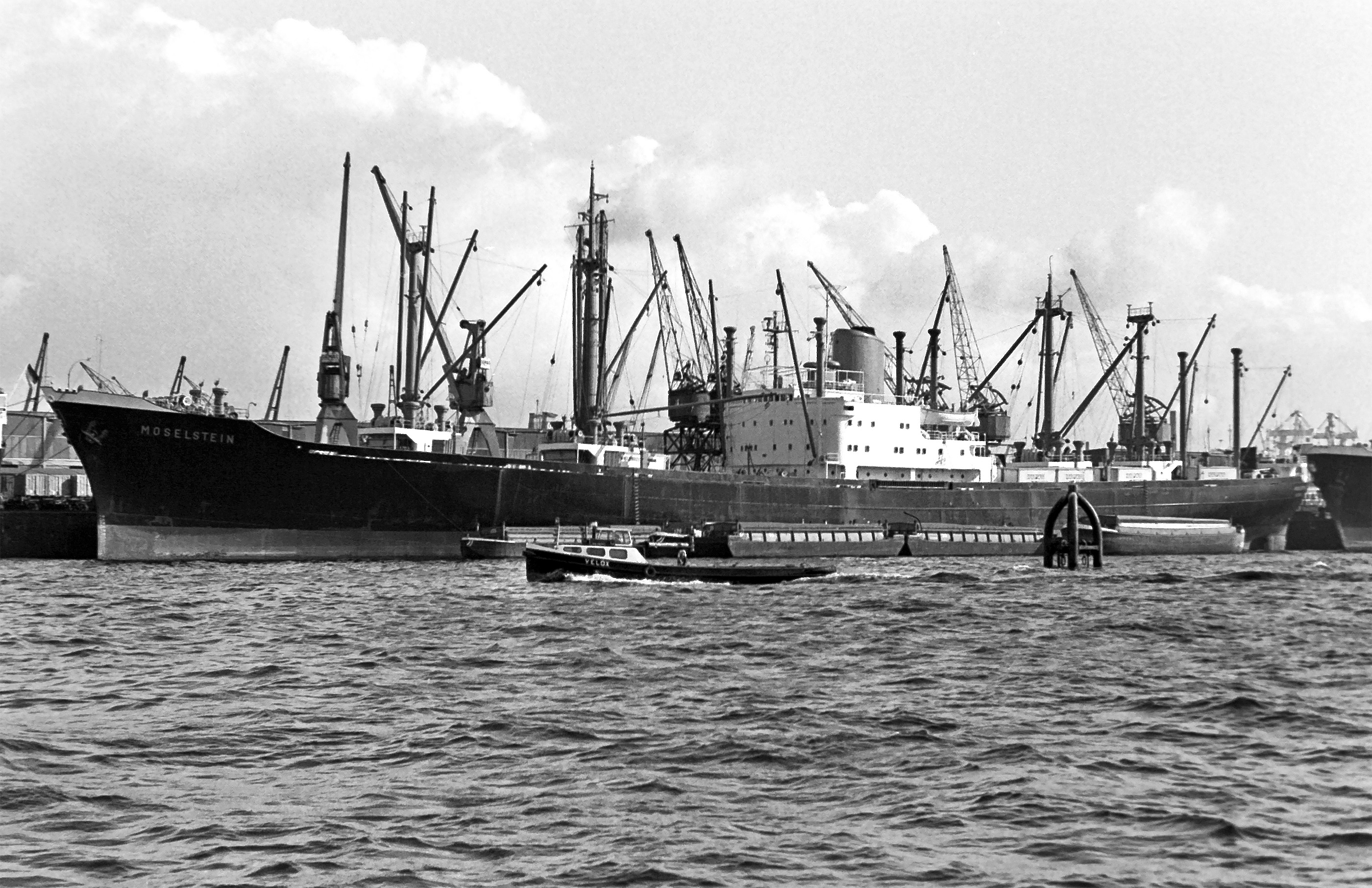
Moselstein 1969 in Hamburg

## Die Schiffe
| Die Frachtmotorschiffe der Weserstein-Klasse | Die Frachtmotorschiffe der Weserstein-Klasse | Die Frachtmotorschiffe der Weserstein-Klasse | Die Frachtmotorschiffe der Weserstein-Klasse | Die Frachtmotorschiffe der Weserstein-Klasse | Die Frachtmotorschiffe der Weserstein-Klasse |
| Name                                         | Stapellauf                                   | Ablieferung                                  | Bauwerft / Baunummer                         | Vermessung                                   | Umbenennungen und Verbleib                   |
| -------------------------------------------- | -------------------------------------------- | -------------------------------------------- | -------------------------------------------- | -------------------------------------------- | -------------------------------------------- |
| Weserstein                                   | 31. März 1953                                | 1. Juli 1953                                 | Flenderwerke, Lübeck / 433                   | 6794 BRT                                     | Ab 15. Februar 1985 Abbruch in Whampoa       |
| Werrastein                                   | 29. April 1953                               | 16. Juli 1953                                | Deutsche Werft, Hamburg / 651                | 6737 BRT                                     | Ab 1. Februar 1985 Abbruch in Xingang        |
| Neckarstein                                  | 15. Juli 1953                                | 26. September 1953                           | Howaldtswerke, Hamburg / 878                 | 6969 BRT                                     | Ab 14. Februar 1985 Abbruch in Shanghai      |
| Moselstein                                   | 31. Oktober 1953                             | 4. Januar 1954                               | Howaldtswerke, Hamburg / 879                 | 6968 BRT                                     | Ab 20. Februar 1982 Abbruch in Kalkutta      |
| Travestein                                   | 2. Februar 1954                              | 29. April 1954                               | Flenderwerke, Lübeck / 441                   | 6752 BRT                                     | Ab 25. August 1984 Abbruch in Xingang        |
| Isarstein                                    | 2. August 1954                               | 1. November 1954                             | Deutsche Werft, Hamburg / 673                | 6717 BRT                                     | Ab 10. Juli 1983 Abbruch in Chittagong       |
| Havelstein                                   | 21. Mai 1954                                 | 26. Juli 1954                                | Deutsche Werft, Hamburg / 669                | 6734 BRT                                     | Ab 25. August 1984 Abbruch in Xingang        |